# Leverkusener Modell
Unter dem Leverkusener Modell versteht man die dezentrale Unterbringung von Flüchtlingen in Privatwohnungen zusammen mit Einheimischen im Gegensatz zu einer zentralen Unterbringung in Flüchtlingsunterkünften, die das Gesetz in § 53 Abs. 1 AsylG bis zur Anerkennung der Asylberechtigung als Regelfall vorschreibt.
Die dezentrale Unterbringung bringt Vorteile für die Flüchtlinge sowie auch für die Einheimischen mit sich. Daher wird diese Form der Unterbringung von immer mehr Gemeinden in Deutschland angewendet.

## Geschichte
In den 1980er und 1990er Jahren sah sich die Stadt Leverkusen einem großen Zustrom von Flüchtlingen gegenüber, der teilweise zu einer Überforderung der Stadt hinsichtlich der Unterbringung dieser Flüchtlinge führte. Die Planung einer großen neuen Flüchtlingsunterkunft im Jahr 1999 verursachte einen breiten öffentlichen Diskurs. Unter den Aspekten
1. Was ist gut für die Flüchtlinge (Belange des Ausländers)?
2. Was ist gut für die Stadtgesellschaft (Öffentliches Interesse)?

gab es keine politische und gesellschaftliche Akzeptanz für den Bau einer neuen Flüchtlingsunterkunft.
Der Ausschuss für Soziales, Gesundheit und Senioren (Sozialausschuss) der Stadt Leverkusen beauftragte im Jahr 2000 die Stadtverwaltung, gemeinsam mit dem Flüchtlingsrat, dem Caritasverband und dem Ausländerbeirat (Integrationsrat) ein neues Konzept zur Unterbringung von Flüchtlingen zu erarbeiten.
Die Stadt Leverkusen stand vor folgender Alternative:
1. kostenintensives Investitionsprogramm in die bestehenden Flüchtlingsunterkünfte oder
2. dezentrale Unterbringung von Flüchtlingen in Privatwohnungen auch bei ungesichertem Aufenthaltsstatus.

Nach intensiven Vorbereitungsarbeiten erfolgte im Jahre 2002 ein Beschluss des Sozialausschusses der Stadt Leverkusen zur Unterbringung von Flüchtlingen in Privatwohnungen. Zunächst gab es eine Testphase für maximal 80 Flüchtlinge. Im Jahr 2003 wurde diese Obergrenze von 80 Personen aufgegeben. Seither haben Flüchtlinge auch bei ungesichertem Aufenthaltsstatus die Möglichkeit, eigenständig eine Wohnung zu suchen und anzumieten.
Im Jahr 2015 teilte das Land Nordrhein-Westfalen den Städten und Gemeinden des Landes häufig kurzfristig Flüchtlinge in teilweise großer Zahl zu. Diese wurden auch in Leverkusen zunächst in Sammelunterkünften untergebracht. Sofern kein konkretes Ausreisedatum bekannt ist oder Straftaten begangen wurden, kann der Flüchtling eine Wohnung anmieten. Hierfür gelten die Mietobergrenzen analog der KdU (Kosten der Unterkunft und Heizung nach SGB II (Zweites Buch Sozialgesetzbuch)). Bei der Wohnungssuche werden Flüchtlinge durch den Caritasverband und den Flüchtlingsrat unterstützt.
Seit 2014 existieren ehrenamtliche Vermittlungsbörsen für Wohngemeinschaftszimmer und Cohousing. Die durch die SKala-Initiative geförderte Plattform Zusammenleben Willkommen bringt hierzu bundesweit Personen zusammen.

## Bewertung
Die Stadt Leverkusen hat mit der dezentralen Unterbringung von Flüchtlingen über einen Zeitraum von mehr als fünfzehn Jahren sehr gute Erfahrungen gemacht. Das Modell genießt in Leverkusen eine hohe politische und gesellschaftliche Akzeptanz.
Der Verzicht auf große zentrale Flüchtlingsunterkünfte trägt der kritischen Haltung vieler Nachbarn derartiger Unterkünfte Rechnung. Die Vorteile liegen vor allem in der Vermeidung von Widerständen unter manchen Nachbarn großer Flüchtlingsunterkünfte.
Die Unterkunft in Privatwohnungen ist menschenwürdiger als die in einer großen Flüchtlingsunterkunft.
Die Integration der Flüchtlinge in die deutsche Gesellschaft – unter anderem durch Erlernen der deutschen Sprache – verläuft sehr viel schneller.
Ein Vergleich der Kosten des Betriebes großer zentraler Flüchtlingsunterkünfte einerseits und der dezentralen Unterbringung von Flüchtlingen in Privatwohnungen andererseits zeigt deutliche Kostenvorteile für die Unterbringung in Privatwohnungen. Der ehemalige Sozialdezernent der Stadt Leverkusen, Frank Stein, schätzt, dass der Stadt sicher Ausgaben in Höhe einer siebenstelligen Summe durch dieses Unterbringungskonzept erspart worden ist.
Mittlerweile haben sich bundesweit viele Städte und Gemeinden, z. B. Köln, für das „Leverkusener Modell“ interessiert und dieses übernommen.